# Kyanid nitrylu
Kyanid nitrylu je anorganická sloučenina se vzorcem NCNO2, použitelná na přípravu 2,4,6-trinitro-1,3,5-triazinu.

## Příprava
Kyanid nitrylu byl poprvé připraven v roce 2014 reakcí tetrafluoroboritanu nitronia s terc-butyldimethylsilylkyanidem při −30 °C, přičemž se jako vedlejší produkty vytvořily terc-butyldimethylsilylfluorid a fluorid boritý.
NO2BF4 + t-BuMe2SiCN → NCNO2 + t-BuMe2SiF + BF3
Výtěžnost reakce se pohybovala kolem 50 % a při použití nadbytku terc-butyldimethylsilylkyanidu docházelo k dalšímu snížení.